# Carl Friedrich Wilhelm Alfred Fleckeisen
Carl Friedrich Wilhelm Alfred Fleckeisen (Wolfenbüttel, 23 de setembro de 1820 – 7 de agosto de 1899) foi um filólogo e crítico alemão. Ele é mais conhecido por seu trabalho em Plauto e Terêncio.